# Oinaskarrat
Oinaskarrat är öar i Finland. De ligger i Bottenhavet och i kommunen Nystad i den ekonomiska regionen  Nystadsregionen i landskapet Egentliga Finland, i den sydvästra delen av landet. Öarna ligger omkring 75 kilometer nordväst om Åbo och omkring 220 kilometer väster om Helsingfors.
Arean för den av öarna koordinaterna pekar på är 2,3 hektar och dess största längd är 250 meter i sydöst-nordvästlig riktning. I omgivningarna runt Oinaskarrat växer i huvudsak blandskog.